# Costică Ciurtin
Costică Ciurtin (n. 24 septembrie 1940, Ciuleni, jud. Cluj) este un fost deputat în legislatura 1992-1996 și un fost senator român în legislatura 1996-2000 ales în județul Cluj. În legislatura 1992-1996, deputatul Costică Ciurtin a a ost membru în comisia pentru politică externă. Senatorul Costică Ciurtin a fost membru PUNR până în decembrie 1997 iar apoi a fost senator independent. În legislatura 1996-2000, senatorul Costică Ciurtin a fost membru în grupurile parlamentare de prietenie cu Republica Islamică Iran și India. În legislatura 1996-2000, senatorul Costică Ciurtin a inițiat două propuneri juridice, care au fost promulgate legi. 